# Delage Type D.6.60

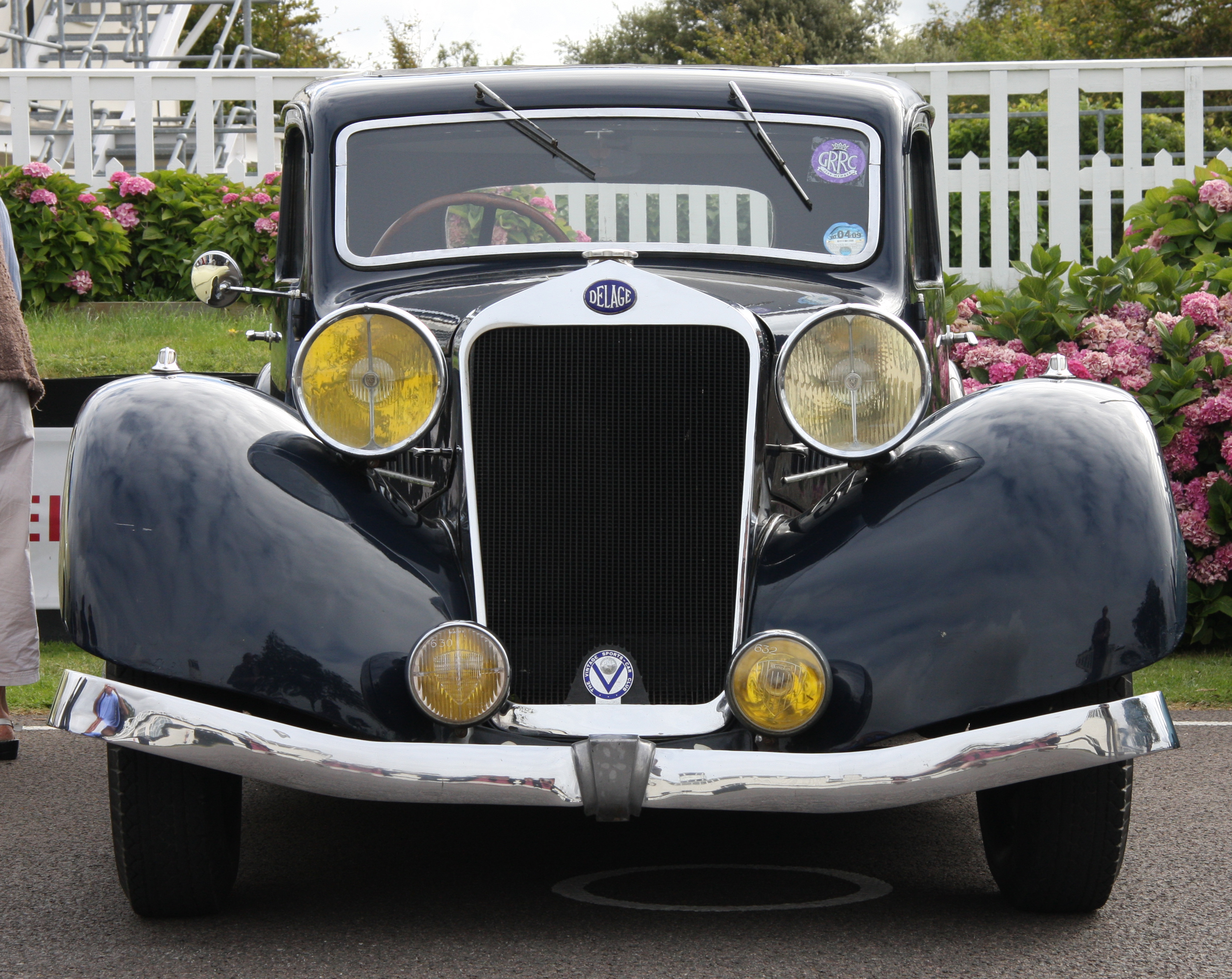
Frontansicht einer Limousine von 1936

Der Delage Type D.6.60 war ein Pkw-Modell der französischen Marke Delage. Es gibt auch die Schreibweise  Delage Type D6.60. Die 60 war ein gerundeter Wert für die Motorleistung in PS. Für ähnlich benannte Modelle siehe Delage Type D.6.

## Beschreibung
Am 12. November 1935 erteilte die nationale Zulassungsbehörde ihre Genehmigung, nachdem das Fahrzeug mit der Nummer 50.023 geprüft worden war. Delage bot das Modell von 1935 bis 1937 an. Vorgänger war der Delage Type D.6.65. Nachfolger wurde der Delage Type D.6.75.
Ein Sechszylindermotor trieb die Fahrzeuge an, der auch im Delahaye Type 103 verwendet wurde. Er hatte 77 mm Bohrung und 90,5 mm Hub. Das ergab 2529 cm³ Hubraum und eine steuerliche Einstufung mit 14 Cheval fiscal. Der Motor leistete 56 PS. Es gibt Hinweise darauf, dass es auch eine stärkere Version mit 67 PS gab.
Das Fahrgestell entsprach teilweise dem Delahaye Type 134. Es hatte 1460 mm Spurweite und wahlweise 3150 mm oder 3300 mm Radstand. Das Leergewicht lag zwischen 1400 kg und 1480 kg. Aufbauten waren zwei- und viertürige Limousinen, Pullman-Limousine und Tourenwagen. Einige Cabriolets entstanden mit einer Karosserie vom Citroën Traction Avant. Das Problem lag darin, dass der Aufbau ursprünglich selbsttragend konzipiert war, aber auf das feste Fahrgestell des Delage montiert werden musste. Eine andere Quelle gibt an, dass das Cabriolet ebenfalls von Delage oder einem externen Karosseriebauunternehmen kam, dafür aber Coupé und Roadster eine Karosserie von Citroën hatten.
Die Fahrzeuge hatten hydraulische Bremsen. Die ursprünglich geplante Ausführung mit seilzugbetätigten Bremsen wurde am 7. Oktober 1935 von der Zulassungsbehörde nicht zugelassen.

## Stückzahlen und überlebende Fahrzeuge
Peter Jacobs vom Delage Register of Great Britain erstellte im Oktober 2006 eine Übersicht über Produktionszahlen und die Anzahl von Fahrzeugen, die noch existieren. Seine Angaben zu den Bauzeiten weichen in einigen Fällen von den Angaben der Buchautoren ab. Stückzahlen zu den Modellen nach der Übernahme durch Automobiles Delahaye sind unbekannt. Für dieses Modell bestätigt er die Bauzeit von 1935 bis 1937. Zehn Fahrzeuge existieren noch.

## Auktion
Artcurial bot am 10. Februar 2017 ein Fahrzeug an, dass original ein Type D.6.60 von 1937 war. 1949 wurde ein größerer Motor aus einem Delage Type D 6-3 Litres eingebaut und eine sportliche zweisitzige Karosserie von René Dhoëdt montiert. Erzielt wurden 61.984 Euro.